# Дэниелс, Куинси
Куи́нси Дэ́ниелс (англ. Quincey Daniels; 4 августа 1941, Билокси) — американский боксёр полусредней весовой категории, выступал за сборную США в первой половине 1960-х годов. Бронзовый призёр летних Олимпийских игр в Риме, обладатель бронзовой медали Панамериканских игр, победитель многих международных турниров и национальных первенств.

## Биография
Куинси Дэниелс родился 4 августа 1941 года в городе Билокси, штат Миссисипи. Активно заниматься боксом начал в раннем детстве в одном из местных клубов, затем продолжил подготовку во время службы в Военно-воздушных силах. Первого серьёзного успеха на ринге добился в 1959 году, когда выиграл национальный турнир «Золотые перчатки» и стал чемпионом США среди любителей. Благодаря череде удачных выступлений удостоился права защищать честь страны на летних Олимпийских играх 1960 года в Риме — сумел дойти здесь до стадии полуфиналов, одержав победы над болгарином Александром Мицевым, британцем Бобби Келси и египтянином Саидом Эль-Нахасом, после чего единогласным решением судей проиграл чехословаку Богумилу Немечеку, который в итоге и стал олимпийским чемпионом.
Получив бронзовую олимпийскую медаль, Дэниелс ещё в течение нескольких лет оставался в основном составе национальной сборной, принимая участие во всех крупнейших международных турнирах. Так, в 1963 году он съездил на Панамериканские игры в Сан-Паулу, откуда привёз ещё одну награду бронзового достоинства (в четвертьфинале победил чилийца Франсиско Мехияса, в полуфинале со счётом 2:3 проиграл бразильцу Орландо Нуньесу, затем в матче за третье место 5:0 победил перуанца Хулио Новелью). На Олимпиаду в Токио Куинси пробиться не смог. В 1965 году Дэниелс решил попробовать себя среди профессионалов, однако в действительности провёл только один профессиональный бой — одержал победу по очкам в шести раундах над соотечественником Фрэнком Дженнингсом. Ныне проживает в Сиэтле, штат Вашингтон.